# A Mia és én epizódjainak listája
A Mia és én sorozat epizódlistája.
Eddig 104 epizódot mutattak be, valamint egy mozifilmet.

## Epizódok listája

### 1. évad
| # | #   | Eredeti cím              | Eredeti bemutató (Rai2) | Magyar cím              | Magyar bemutató     |
| --- | --- | ------------------------ | ----------------------- | ----------------------- | ------------------- |
| 1. | 1.  | Talking to Unicorns      | 2012. szeptember 10.    | Mia és az unikornisok   | 2012. június 5.     |
| Mia rosszul érzi magát, amikor az új bentlakásos iskolájába érkezve megsértették a népszerű lányok. De Mia kapott egy különleges ajándékot: egy utolsó születésnapi ajándék a szüleitől, amivel Mia eljuthat Centopiába. Miután eljutott és tündérré változott , megtanul magától repülni, megtanul magától repülni, találkozott egy pánnal, akit Phuddle-nek hívnak, majd megmentett egy Lyria nevű unikornist, akivel összebarátkoztak. Azonban Gargona monculus seregével unikornisokra vadásznak Panthea-nak hogy megfiatalodhasson. Később Mo herceg és Yuko észreveszik Miát, akik eleinte furcsálják őt, de később összebarátkoznak. Majd egy idő elteltével foglyul ejti ismét Gargona Lyriát, de ekkor Mia korán rátalált. Ugyanakkor összefut Gargona-val. Ekkor tudja meg a lány hogy nem csak jók vannak Centopiában, hanem rosszak is. Mo és Yuko feladásra készteti a gonosz hadvezért, és Mia ismét kiszabadítja Lyriát. Ezt követően Mo arra kéri Miát, hogy segítsen megmenteni az unikornisokat, azzal hogy beszéljen velük (Mia érti az unikornisokat). Majd Mia kap egy gyűrűt, amivel el lehet jutni vagy meg lehet találni Mo-t és Yuko-t. Sajnos ekkor Miának el kell mennie Centopiából. Ezután Mia vissza akar menni Centopiába, de nem tud. De ekkor jön be Mia kísírője elbúcsúzni, s ekkor derül ki a kislány számára hogy csak öt percre ment el. Szerencsére a következő részben sikerül visszamennie Centopiába. |     |                          |                         |                         |                     |
| 2. | 2.  | Centopia's fogado        | 2012. szeptember 11.    | Centopia reménye        | 2012. június 6.     |
| Miután Miának sportteljesítményét kigúnyolta Violetta, jobban vágyik vissza Centopiába. Ezután Vincent megpróbálja vigasztalni Miát, de ekkor világít a karkötő. Mia elmondja a jelszót, de el lett utasítva, ezért kinyitotta a varázskönyvet, s megpróbálta kiolvasni a jelszót de nem értette. Majd Vincent adott egy tippet, hogy a rúnaírást tükörbe olvassa (de itt majdnem rájött Mia titkára Vincent). Majd a lány a tipp alapján átment ismét Centopiába, s kezdi sejteni hogy a jelszó itt jóslat. Itt rátalált Phuddle-re aki egy trumbitusz nevű találmányán kísérletezik. Mia a hangszer hangja által kezdi gondolni hogy a jelszó kulcsa a hangszer. Majd újra összefut Mo-val és Yuko-val hogy, tudassa a jelszót. Mia azonban nem érti hogy mire van szüksége Centopiának ezért a két tündér megmutatja neki a virágzó cserjést, amit a gonosz Phantea elpusztított. Azután elmennek a Tündérpalotába, hogy a király és a királynő előtt, megtudhassa, hogy miért hozhat reményt a jövőnek, de ekkor eleinte a király egy kicsit döhös lesz, mert nem lát reményt, majd megnyugszik. Ezután kimennek a palotából, s Mia el akar menni Centopiából, de ekkor megjelenik egy monculus.Phuddle belefúj a trumbituszba, s ekkor jön rá hogyan lehet megmenteni a tündérek országát. Ezután elmegy a királyhoz, s elmondja hogy hogyan lehet megmenteni az Centopiát. Ekkor a király Phuddle-t "Pán Phuddle"-nek hívta, aminek örült a pán. De Miának ismét el kell mennie Centopiából. Miután a lány elment Centopiából, megkeresi Vincentet és vele elkezd barátkozni. |     |                          |                         |                         |                     |
| 3. | 3.  | Restoration              | 2012. szeptember 12.    | Újjáépítés              | 2012. június 7.     |
| Mia karkötője ebédidőben megvilágít, és Vincent elvitte a titkos kunyhójába, ahol elbújhat. Mia kizárja Vincentet, mert titokban akar átjutni. Miután visszatért Centopiába, a tündérpalota elé megy ahol Phuddle-t ünneplik új találmánya a trumbitusz miatt. Ekkor Mia elmondja a jelszót Majd a palotában veszekedik Mo és Yuko, hogy kié legyen aznap a trumbitusz. Ekkor Mia elmondja a jóslatot, s ez alapján, azt gondolja hogy készítsenek több trumbituszt. Ekkoriban Panthea panaszkodik Gargona-k mert nem hozott új unikornist, s egy hangszerre fogja, de a gonosz királynő azt akarja hogy ne repülve támadjanak rájuk. Később, amikor Mia és társaik, egy tervet akarnak kitervelni, hogy megtámadják az ellenséget, elveszett a trombitusz. Mia elindul megkeresni a hangszert szétszórva találja, Phuddle lakásán. Eztán megpróbálják keresni a tervrajzot, ami egy fában van. A keresés sikertelensége után kénytelenek lettek bevallani hogy szét van törve a trombitusz. De ekkor találja meg Lyria a tervrajzot, de sajnos csak firkák vannak rajta. Később a pán lakásában rájön Mia hogy könnyű összerakni. Ekkor Mo és Yuko megpróbálnak trombitusz nélkül megmenteni az unikornisokat, s ekkor lett összerakva a hangszer. A győzelem után Phuddle megpróbál több példányban készíteni trumbituszt, de Mia szerint egy is elég. Ismét jelez a karkötő, de Phuddle meg akarja javítani, de végül nem lett. Majd Mia visszatért Centopiából. Ezután megbocsát Vincentnek, s arra kéri hogy többször is eljhessen a kunyhóba. |     |                          |                         |                         |                     |
| 4. | 4.  | Trumptus Lost            | 2012. szeptember 13.    | Az elveszett trombitusz | 2012. június 8.     |
| Mia megmutatja Vincent-nek a tündérkönyvét. Ekkor jött oda ’’ellenség”, s Miából ki akarja szedni, hogy mi van a könyvében, ami sikerült is neki. Majd Mia megpróbál eljutni Centopiába egyedül. Mia ekkor a monculusok földjére érkezett, mert ott találta meg Lyriát. Ekkor Yuko és Mo csatároznak a monculusokkal, majd elriasztják őket a trumbitusszal. Ezután felkeresik Miát. Mia pedig ki próbál jutni a monculusok földjéről. A monculusok megpróbálkoznának megszabadulni a trombituszttól. Majd Miának sikerült kijutni monculusok támadtak rá, de pont időben érkeztek Mo-ék. Bár el sikerült zavarni a monculusokat, de a trombituszt elejtették. Mia megtudja Yuko-tól, hogy a füsttől el lehet veszíteni a tájékozódó képességet. Továbbá, hogy ha Panthea képét, akkor meg lehet dermedni. Mikor bemennének Mo és Yuko veszekednek, hogy ki jusson be, de Mia vállalkozik rá. Útközben összefutnak Gargonával. A csatát sajnos a gonoszok nyerték és elfogták Miáékat. Ekkor a monculusoknak sikerült megszerezni a trombituszt Panthea számára. Ekkor a gonosz királynő ki akarja tervelni, hogy hogyan akarja elpusztítani az eszközt, s végül úgy csinálja meg, hogy eldobja a palotában, majd összeszedi, s a monculusoknak odaadva elrejtette Centopia szerte. Majd Miáék kiszabadulnak. Mo és Yuko elszabadulnak, Mia pedig vissza megy a Földre. Mia szomorkodik, mert széthullott a trombitusz. Ezután visszamegy Vincent-hez. |     |                          |                         |                         |                     |
| 5. | 5.  | The Golden Son           | 2012. szeptember 14.    | Az aranycsikó           | 2012. június 9.     |
| Violetta kíváncsiságból el akarja lopatni Mia könyvét, de Vincent megakadályozza. Továbbá a fiú érdeklődik a könyv iránt. Majd Mia a könyvben megfejti a jelszavat Vincent házában, s elment Centopiába. Balszerencséjére ismét keményre érkezett. Majd rátalált az unikornisokra, Mo-ra, és Yuko-ra. Ekkor Mia megtudja, hogy Lyria terhes, és a Születés Barlangjába kel vinni, de nem lehet, mert nem bírná el. Ekkor Mia megtudja, hogy mi az a Víz Unikornis. Ugyanekkor monculusok közelítették meg Mia-ékat. Ezért elindul Mia és Mo a Víz Unikornis-hoz. Eközben Panthea megtudja, hogy valamire készülnek a tündék. Mia és Mo elérkeznek a Barlang-hoz. Mia ekkor elkezd beszélgetni a Víz Unikornissal, s megtudja, hogy ha nem viszik a Barlangba Lyria-t, akkor nagy veszély lesz Centopia-ra. Hogy sikeresen a barlangba vigyék a Szél Unikornis segíti a nehézkedést. De ekkor támadják meg Yuko-ékat a monculusok. Később megérkeznek Mia-k is. Ekkor a Szél Unikornis egy tornádó megidézésével eltünteti a színről a monculusokat. Majd a Szél Unikornisa elrepíti egy felhővel a Barlangba, ahol meg is szüli a következő unikornist. Ekkor a Szél Unikornisa elmegy, és Mia megköszöni neki. Ezután Lyria megszüli Onchao-t, aki több mint a többi (van szárnya, és fel tudja támasztani a halott földet). Ennek szemtanúi voltak hőseink. Ezzel megfejtődik a jelszó is, Onchao születéséről. Mo pedig megköszöni az egészet a Víz Unikornisnak. Ezután Mo kijelenti, hogy a Szél, és a Víz Unikornisa megmutatta magát, évek óta. Ekkor megmutatja Onchao az erejét. Ezzel már nagy szerencséjük lett a tündéknek. De nem tudhatja meg Panthea, mert az unikornist akarná egész életében. Miután Mia visszatért Centopa-ból, Vincent-nek mesélt egy kicsit a könyvéről. |     |                          |                         |                         |                     |
| 6. | 6.  | Onchao's Oasis           | 2012. szeptember 17.    | Onchao oázisa           | 2012. június 10.    |
| Mia egy osztálykiránduláson van, egy római romnál. Eközben Violetta és csatlósai azon gondolkoznak, hogy Mia miért tartja állandóan magánál a könyvét. Vincent érdeklődik Mia titkának részletei iránt. Violetta Paula-t Mia-ra irányítja, hogy megtudhassa titkát. A csatlós nem száll le róla. Ezért Mia-k el kezdenek menekülni, míg Paula-t sikerül leállítani azzal, hogy megijesztik férgek vannak a közelben. Majd megérkeznek egy romrészhez, és Mia nem érti, hogy miért csak egy szó a jelszó. Vincent látni akarja, hogy Mia, hogy jut át Centopia-ba, s sikerült is. Megérkezésekór megpróbál repülni, de nem sikerült. Ugyanakkor Onchao-nal találja magát, és most csinált egy oázist az ellenség területén. Ekkor a lány elkezd játszani az aranyunikornissal. Mia jelez Yuko-éknak. Ők máris ott vannak. Mo megkérdezi, hogy mitől van ott az oázis, s Mia azt válaszolja, hogy Onchao miatt volt. Ekkor találnak véletlenül egy trumbitusz darabot. Yuko, és Mo még nem ismerik el míg Onchao unikornis erejével visszaváltoztatta. Yuko-nak eszébe jut, hogy az ellenség tönkretette, és szétdobatta seregével a trumbituszt. Az Panthea az akarja, hogy Gargona, hogy győzze le, aki gúnyolódik rajta. Ekkor Mia-ék keresni akarnak egy újabb trumbitusz darabot, de Onchao csak a ménessel akar találkozni. Ekkor látják először az aranyunikornist repülni (Yuko gúnyolódik Mia-n, mert az unikornis jobb). Ám ekkor jelennek meg a monculusok, akik unikornisra akarnak vadászni. Mo-ék vissza akarnak jutni a palotába, de Onchao játszani akar. De még meg kell menteni az unikornisokat a monculusoktól. A mentőakció sikerrel próbál jár, de a Gargona egy másik unikornist akar levadászni (aki nem más mint Onchao). Lyria elfogadja magát, hogy Onchao túlélhesse. Yuko-ék meg akarják menteni Onchao anyját, de nem sikerült. Mia is próbálkozni akar, de Mo szerint túl késő van. Onchao tudni akarja, hogy hol van a mamája, és Mia elmondja, hogy a jóslát volt nem más mint "Áldozat". Útban a palota felé Mia megígéri Onchao-nak, hogy mindig vigyázni fog rá. Mo-ék jelentik Raynor királynak, hogy megtalálták a trombitosz egyik darabját. Így megkereshetik az aranyszarvú unikornissal az összes darabját a hangsze(/fegyvernek). Phuddle ígéri, hogy ha összerakják, akkor a trumbitusz jobb lesz mint valaha (de Onchao szerint maradhat olyan ami volt). A király kijelenti, hogy Lyria elvesztése ellenére ez Centopia számára a remény napja is. Sajnos Mia-nak ismét el kel mennie (és megígéri Onchao-nak, hogy vissza fog térni hamarosan). Visszatérvén a Földre Vincent-t elámítja, hogy Mia át tud jutni a két világ között. De Mia szomorkodik, Lyria áldozata miatt. |     |                          |                         |                         |                     |
| 7. | 7.  | Hope in Pieces           | 2012. szeptember 18.    | Széthullott remény      | 2012. június 11.    |
| 8. | 8.  | Ziggo's Day Off          | 2012. szeptember 19.    | Ziggo eltűnt            | 2012. június 12.    |
| 9. | 9.  | The Elves and the Dragon | 2012. szeptember 20.    | Tündérek és a sárkány   | 2012. június 13.    |
| 10. | 10. | The Blossom Tree         | 2012. szeptember 23.    | A virágzó fa            | 2012. június 14.    |
| 11. | 11. | All That Glitters        | 2012. szeptember 24.    | Megannyi csillogás      | 2012. június 15.    |
| 12. | 12. | Phuddle's Foibles        | 2012. szeptember 25.    | Phuddle gyengesége      | 2012. június 16.    |
| 13. | 13. | The Fire Unicorn         | 2012. szeptember 26.    | A tűz unikornis         | 2012. június 17.    |
| 14. | 14. | The Wizened Woods        | 2012. szeptember 27.    | A kiszáradt erdő        | 2012. június 18.    |
| 15. | 15. | Miss Know-It-All         | 2012. szeptember 28.    | Mindent tudó kisasszony | 2012. június 19.    |
| 16. | 16. | The Unicorn Trap         | 2012. október 1.        | Az unikornis csapda     | 2012. június 20.    |
| 17. | 17. | All Dressed Up           | 2012. október 2.        | A kiöltözés             | 2012. szeptember 1. |
| Mia és Paula egy használt-ruha boltban vannak. Az eladó a segítségükre siet. Egy olyan ruhát mutat, ami Miának nem igazán tetszik de, barátnője megnyugtatja, hogy majd ő megcsinálja. Az átalakítás remekül sikerül, mindenkinek tetszik Mia új ruhája. Ezért Violetta hívei SOS megbeszélést tartanak. Kiderül, hogy a ruha egykoron Mia ellenségéé volt, ezért főszereplőnk visszaadja annak, mondván:"Nem kell a büdös ruhád!" Ekkor világít a karkötő. Mia Centopiába érve elkezdi keresni Onchaot. Meg is találja egy csapat tündér körül, akik éppen az unikornist díszítik. Az egyik tündérlány felvilágosítja, hogy ma van a Piros-virághercegnő verseny amin felmérik az ügyességet (át kell repülni a karikákon és el kell találni a céltáblákat), az egyensúlyérzéket (végig kell menni egy gerendán) és a szépséget. Miát nem nagyon érdekli a dolog, amíg ki nem derül, hogy Mo a zsűri. Megérkezik a két másik barátja és Mia Yukoval megegyezik, hogy indulnak a versenyen. A jóslat ahhoz a növényhez vezet, ami egyszer majdnem megette Polytheus-t. Az útközben a két barátnő összeveszik azon, hogy vajon ki a jobb. Megérkezvén a virághoz Yuko azt javasolja, hogy dobjanak be a szájába egy botot, hátha kiköpi a trombitusz darabot. Mo megdicséri és Yuko elkezd hencegni, de a módszer nem sikerül. Mia azt mondja, hogy valami keserűt adjanak neki és egy kaktuszt ad a növénynek. A terv beválik. A két barát újra összeveszik. Mo nem érti. Ekkor a veszekedők bevallják elképzelésüket. A herceg elneveti magát és megkérdezi, hogy van-e szivárványviráguk, ugyanis a benevezéshez ez kell. Mia és Yuko elmegy keresni. Mo észreveszi, hogy nyálkás lett a barátsággyűrűje leveszi, de a virág elkapja és elkezdi magához húzni. Eközben a lányok találnak virágot és felöltöznek báli ruhába. Mikor a palotához érnek Mayla királynő siet eléjük és megkérdezi nem látták-e Mo-t. A két lány a herceg felderítésére indul. Megmentik Mo-t, de Yuko ruhája elszakad. Időben éreznek a bálra és amikor Yuko következnek a lány nem akar menni, mert a ruhája tönkrement. Mia odaadja az övét és végig segíti barátnőjét. Yuko megnyeri a versenyt és miközben a szivárványvirágokat gyűjti, Mo felkéri Miát egy táncra. Mikor Mia visszaérkezik Paula egy ruhát ajándékozik neki, amit még ő és az anyukája varrt. Mia örül neki és megköszöni. |     |                          |                         |                         |                     |
| 18. | 18. | King for a Day           | 2012. október 3.        | Egy napos királyság     | 2012. június 22.    |
| 19. | 19. | The Panned Piper         | 2012. október 4.        | Phan zene               | 2012. június 23.    |
| 20. | 20. | Cave of Truth            | 2012. október 5.        | Az igazság barlangja    | 2012. június 24.    |
| 21. | 21. | Against the Wind         | 2012. október 8.        | Szelek szárnyán         | 2012. június 25.    |
| 22. | 22. | Under the Moon           | 2012. október 9.        | Telihold alatt          | 2012. június 26.    |
| 23. | 23. | Choosing Sides           | 2012. október 10.       | Politeusz átáll         | 2012. június 27.    |
| 24. | 24. | Tears of Joy             | 2012. október 11.       | Örömkönnyek             | 2012. június 28.    |
| 25. | 25. | Panthea's Proposal (1)   | 2012. október 12.       | Phantea ajánlata (1)    | 2012. június 29.    |
| 26. | 26. | End of an Era (2)        | 2012. október 15.       | Egy korszak lezárul (2) | 2012. június 30.    |

### 2. évad
| #   | #   | Eredeti cím                   | Eredeti bemutató (Rai Gulp) | Magyar cím                     | Magyar bemutató    |
| --- | --- | ----------------------------- | --------------------------- | ------------------------------ | ------------------ |
| 27. | 1.  | The Mysterious Visitor        | 2015. április 5.            | A titokzatos vendég            | 2015. június 10.   |
| 28. | 2.  | Behind the Curtain            | 2015. április 5.            | A színfalak mögött             | 2015. június 11.   |
| 29. | 3.  | The Animal Guardians          | 2015. április 6.            | Állati védő                    | 2015. június 12.   |
| 30. | 4.  | Dragons in Danger             | 2015. április 6.            | Sárkányok veszélyben           | 2015. június 13.   |
| 31. | 5.  | The Ghost of Blackwood Forest | 2015. április 7.            | Az árnyas erdő szelleme        | 2015. június 14.   |
| 32. | 6.  | The Spell of the Green Fluids | 2015. április 7.            | A zöld bájital                 | 2015. június 15.   |
| 33. | 7.  | Beyond the Wall of Vines      | 2015. április 8.            | Az indák falán túl             | 2015. június 16.   |
| 34. | 8.  | A Father's Feather            | 2015. április 8.            | Egy apa tolla                  | 2015. június 17.   |
| 35. | 9.  | Speaking with Stones          | 2015. április 9.            | A kővé vált egyszarvú          | 2015. június 18.   |
| 36. | 10. | Dancing with Stars            | 2015. április 9.            | Csillagokkal táncoló           | 2015. június 19.   |
| 37. | 11. | The Unwanted Roommate         | 2015. április 10.           | A nem kívánt lakótárs          | 2015. június 20.   |
| 38. | 12. | What's That Friends are for   | 2015. április 10.           | Mire valók a barátok?          | 2015. június 21.   |
| 39. | 13. | Return to Phantea's Castle    | 2015. április 11.           | Visszatérés Phantea kastélyába | 2015. június 22.   |
| 40. | 14. | The whistling Bolobo          | 2015. szeptember 12.        | A sípoló Bolobo                | 2015. november 13. |
| 41. | 15. | My name is Varia              | 2015. szeptember 13.        | A nevem Varia                  | 2015. november 14. |
| 42. | 16. | Crossing the Rainbow Bridge   | 2015. szeptember 14.        | Átkelés a szívárvány hídon     | 2015. november 15. |
| 43. | 17. | Taking Sides                  | 2015. szeptember 15.        | Árulás                         | 2015. november 16. |
| 44. | 18. | A Shower of Pollen            | 2015. szeptember 16.        | Polleneső                      | 2015. november 17. |
| 45. | 19. | The Fiery Flower              | 2015. szeptember 17.        | A tüzes virág                  | 2015. november 18. |
| 46. | 20. | Journey to the North          | 2015. szeptember 18.        | Út északra                     | 2015. november 19. |
| 47. | 21. | The Unicorn King              | 2015. szeptember 19.        | Az Unikornis Király            | 2015. november 20. |
| 48. | 22. | The Rainbow Spring            | 2015. szeptember 20.        | A szívárvány forrás            | 2015. november 21. |
| 49. | 23. | Hide and Seek                 | 2015. szeptember 21.        | Bújócska                       | 2015. november 22. |
| 50. | 24. | A Sticky Situation            | 2015. szeptember 22.        | Ragadós helyzet                | 2015. november 23. |
| 51. | 25. | The Strongest Team            | 2015. szeptember 23.        | A legerősebb csapat            | 2015. november 24. |
| 52. | 26. | Breaking the Spell            | 2015. szeptember 24.        | A megtört bűbáj                | 2015. november 25. |

### 3. évad[2]
| #   | #   | Eredeti cím               | Eredeti bemutató (Rai Gulp) | Magyar cím                      | Magyar bemutató    |
| --- | --- | ------------------------- | --------------------------- | ------------------------------- | ------------------ |
| 53. | 1.  | Kyara's Birth             | 2017. szeptember 18.        | Kyara születése                 | 2017. március 19.  |
| 54. | 2.  | Arrival of the Bug Men    | 2017. szeptember 19.        | Sötét tündér érkezése           | 2017. március 20.  |
| 55. | 3.  | King and Queen Asleep     | 2017. szeptember 20.        | Alszik a király és a királynő   | 2017. március 21.  |
| 56. | 4.  | Return to Bolobo Mountain | 2017. szeptember 21.        | Pan király titka                | 2017. március 22.  |
| 57. | 5.  | Sister Wracked            | 2017. szeptember 22.        | Tündér viták                    | 2017. március 23.  |
| 58. | 6.  | Unicorn Kindergarden      | 2017. szeptember 23.        | Unikornis óvoda                 | 2017. március 24.  |
| 59. | 7.  | Phuddle Moves Out         | 2017. szeptember 24.        | Phuddle kiköltözik              | 2017. március 25.  |
| 60. | 8.  | Highest Bidder            | 2017. szeptember 25.        | A legmagasabb ajánlat           | 2017. március 26.  |
| 61. | 9.  | Night Becomes Day         | 2017. szeptember 26.        | Éjből nappal                    | 2017. március 27.  |
| 62. | 10. | Circle of Life            | 2017. szeptember 27.        | Az élet körforgása              | 2017. március 28.  |
| 63. | 11. | Glowing Arrows            | 2017. szeptember 28.        | Fénylő nyilak                   | 2017. március 29.  |
| 64. | 12. | Finding Simo              | 2017. szeptember 29.        | Keresd Simót                    | 2017. március 30.  |
| 65. | 13. | Freeze and Snoot          | 2017. szeptember 30.        | Lefagyás                        | 2017. március 31.  |
| 66. | 14. | The Six-eyed Monster      | 2017. október 1.            | A hatszemű szörnyeteg           | 2017. július 27.   |
| 67. | 15. | Moonstruck                | 2017. október 2.            | Holdkóros                       | 2017. július 28.   |
| 68. | 16. | Under the Heartleaf Tree  | 2017. október 3.            | Szív unikornis                  | 2017. július 29.   |
| 69. | 17. | Giant Butterfly           | 2017. október 4.            | Bluebardo a bajban              | 2017. július 30.   |
| 70. | 18. | Bluebardo in Trouble      | 2017. október 5.            | Óriás pillangó                  | 2017. július 31.   |
| 71. | 19. | Shyest Unicorn            | 2017. október 6.            | A szégyenlős unikornis          | 2017. augusztus 1. |
| 72. | 20. | Return to Rainbow Island  | 2017. október 7.            | Vissza a Szivárvány szigetre    | 2017. augusztus 2. |
| 73. | 21. | Ziggo Moves Out           | 2017. október 8.            | Ziggo elköltözik                | 2017. augusztus 3. |
| 74. | 22. | What Is Your Desire?      | 2017. október 9.            | Visszatérés a kristálybarlangba | 2017. augusztus 4. |
| 75. | 23. | Heist on Dark Castle      | 2017. október 10.           | Rablás a sötét kastélyból       | 2017. augusztus 5. |
| 76. | 24. | Seeing in the Dark        | 2017. október 11.           | Sötétben látó                   | 2017. augusztus 6. |
| 77. | 25. | The Big Sleep             | 2017. október 12.           | A nagy alvás                    | 2017. augusztus 7. |
| 78. | 26. | The Last Stand            | 2017. október 13.           | Végső ellenállás                | 2017. augusztus 8. |

## Filmek
| # | Cím                                                          | Rendező                          | Író          | Premier                             |
| --- | ------------------------------------------------------------ | -------------------------------- | ------------ | ----------------------------------- |
| 1. | Mia és én: Szintópia hőse (Mia and me: The Hero of Centopia) | Adam Gunn és Matthias Temmermans | Gerhard Hahn | 2022. május 26. 2022. augusztus 11. |
| Centopia varázsalatos szigete nem mindenki számára válik láthatóvá. Miután Mia rájön, hogy a birtokában levő varázskő valójában egy ősi prófécia része, a lány csodálatos kalandra indul, hogy szembenézzen saját sorsával, és hogy megállíthassa a gonoszt, amely az egész világot fenyegeti. |                                                              |                                  |              |                                     |

## Jelszavak
Minden részben elhangzik egy-egy jelszó amivel Mia eljuthat Centopiába.
- 1. rész: A nevem Mia.
- 2. rész: Noha füled cseng bong tőle, zenéje új reményt hoz a jövőnek.
- 3. rész: Midőn a sok részlet összeáll, ki elszánt elnyeri a jutalmát.
- 4. rész: Kinek arcán mogorva kép, nyom nélkül széthull a remény.
- 5. rész: Szél és víz és aranyszarv, üdv Onchao egy új remény jő.
- 6. rész: Áldozat.
- 7. rész: Bölcs és öreg nem vitatom, légy éber nézd mi van a kobakon.
- 8. rész: Kémleli a földet, fel sem néz, kehelyre lehelsz, virág a csészén.
- 9. rész: Sötét mint a verem, de te ne félj, keress barátot, kutasd a fényt.
- 10. rész: Unikornisok jönnek, unikornisok mennek, jutalmuk elnyerik egy unikornis képében.
- 11. rész: Kincs rejlik a dzsungel-sírban, ellenség ármánya hozza el bukásod.
- 12. rész: Hol barlang, s inda ott a kincs, a legkisebb markát üti a díj.
- 13. rész: Nem az számít mivel vagy kész, hol nagy a szükség ott legyél.
- 14. rész: Hol magas fák állnak, mégis egyedül sírnak, kövesd az utat, halld jajszavukat.
- 15. rész: Először kincs, azután az árulók, keresd a páfrányt ahol játszik az ifjú.
- 16. rész: Hol vízre lelsz, keresd mi eltűnt, óvd Onchao-t, ne hagyd egyedül.
- 17. rész: Hogy megleld az utat, kövesd hát ezt, keresd a növényt mely le is nyelhet.
- 18. rész: Át a hídon, nem túl közel, bánat nélkül ömlik könnyed.
- 19. rész: A föld felszínén nem láthatod, keresd meg hát a szurdokot.
- 20. rész: Találd meg mit megmenthetsz, barlang sötétjétől ne reszkess.
- 21. rész: Tudjátok meg mi a repülés, ott, hol az ég a földdel egybeér.
- 22. rész: A maszk alatt teliholdkor, megtalálod ami elszóródott.
- 23. rész: Körös körül minden víz, hajlik egy kis sziget odakint.
- 24. rész: Hol jó tündérek vígan úsznak, míg ki nem nyílik benne marad.
- 25. rész: Észak, Dél, Kelet s Nyugat, keveset utazik az utolsó darab.
- 26. rész: Nagyobb szükség van rád mint valaha.
- (2.évad 1.rész) 27.rész figyelmed lankad eljő a talján s kedvesége álarc csupán